# Premi Unión de Actores a la millor actriu de repartiment de teatre
El Premi a la millor actriu de repartiment en la seva secció de teatre lliurat per la Unión de Actores y Actrices reconeix la millor interpretació d'una actriu no protagonista dins d'una obra de teatre. S'està lliurant des de 2002, ja que entre 1996 i 2001 es va lliurar un únic premi al millor interpretació de repartiment, sense distingir entre masculina i femenina.

## Guardonades
| Any  | Guanyadora        | Obra                      |
| ---- | ----------------- | ------------------------- |
| 2018 | Ángeles Martín    | Hablar por Hablar         |
| 2017 | Lucía Barrado     | Incendios                 |
| 2016 | Pilar Gómez       | Tarde para la ira         |
| 2015 | Pilar Gómez       | Cuando deje de llover     |
| 2014 | Susi Sánchez      | Cuando deje de llover     |
| 2013 | Nuria Gallardo    | La verdad sospechosa      |
| 2012 | Asunción Balaguer | Follies                   |
| 2011 | María Isasi       | Incrementum               |
| 2010 | Manuela Paso      | La función por hacer      |
| 2009 | Lucía Bravo       | La cena de los generales  |
| 2008 | Karmele Aranburu  | Las cuñadas               |
| 2007 | Mónica Cano       | La casa de Bernarda Alba  |
| 2006 | Arantxa Aranguren | Así es (si así os parece) |
| 2005 | Maite Brik        | Cara de plata             |
| 2004 | Arantxa Aranguren | Yo, Claudio               |
| 2003 | Bárbara Goenaga   | Historia de una escalera  |
| 2002 | Miriam Montilla   | Familia                   |